# Śmierć i pogrzeb Kim Dzong Ila

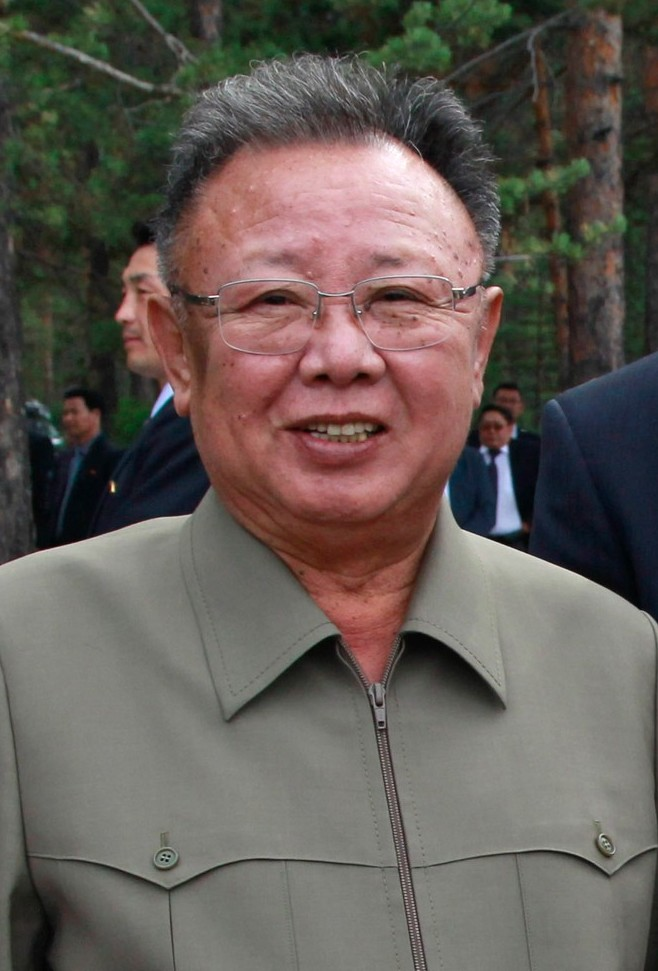
Kim Dzong Il w sierpniu 2011

Śmierć i pogrzeb Kim Dzong Ila – 17 grudnia 2011 zmarł przywódca Korei Północnej Kim Dzong Il. Oficjalnie podaną przyczyną było „fizyczne i psychiczne wyczerpanie organizmu”. Według informacji śmierć nastąpiła dwa dni przed oficjalnym ogłoszeniem jego zgonu, w czasie podróży pociągiem. Podczas niej przywódca Korei Północnej miał doznać rozległego zawału serca.
Jak głosił specjalny komunikat podany przez północnokoreańskie media:
"Komitet Centralny i Centralna Komisja Wojskowa Partii Pracy Korei, Narodowa Komisja Obrony Narodowej KRLD, Prezydium Najwyższego Zgromadzenia Ludowego i Rząd KRLD zawiadamiają z najgłębszym żalem wszystkich członków Partii, urzędników i obywateli KRLD, że Kim Dzong Il, Sekretarz Generalny Partii Pracy Korei, przewodniczący Narodowej Komisji Obrony Narodowej KRLD i najwyższy dowódca Koreańskiej Armii Ludowej, zmarł z powodu nagłej choroby dnia 17 grudnia 100 roku Dżucze (2011) o 8:30 w trakcie podróży służbowej na inspekcję w terenie.”
Z kolei przedstawiciele wywiadu Korei Południowej twierdzili, że Kim Dzong Il nie zmarł w pociągu, a prawdopodobnie w domu, a nawet sugerowali, że został on zamordowany. Wywiad południowokoreański został skrytykowany w związku z brakiem wystarczających informacji o śmierci północnokoreańskiego lidera przed wydaniem oficjalnego „specjalnego komunikatu” przez KRLD, co nastąpiło dwa dni po fakcie.
Pogrzeb Kim Dzong Ila odbył się w dniach 28-29 grudnia 2011 roku, w Pjongjangu.

## Żałoba w Koreańskiej Republice Ludowo-Demokratycznej
W Koreańskiej Republice Ludowo-Demokratycznej ogłoszono żałobę narodową, która trwała do 29 grudnia 2011. Flagi zostały opuszczone na znak żałoby na wszystkich północnokoreańskich budynkach, również poza granicami kraju, m.in. przed gmachem ambasady KRLD w Warszawie. Termin pogrzebu Kim Dzong Ila został zapowiedziany na 28 grudnia 2011. Wśród obywateli Korei Północnej zapanowała masowa histeria. Mieszkańcy stolicy, Pjongjangu, wyszli na ulice, by opłakiwać śmierć „drogiego przywódcy”, który przez ponad 17 lat sprawował niepodzielną władzę w kraju. W relacjach zaprezentowanych przez rządową agencję Koreańską Centralną Agencję Prasową było widać setki zapłakanych osób, stojących przed portretami Kim Dzong Ila oraz pomnikami jego ojca Kim Ir Sena. Część z nich padała na kolana i biła rękami w ziemię. Inni rytmicznie się kłaniali. Swoistym „miejscem kultu” stały się ruchome schody w supermarkecie w Pjongjangu, na których 14 grudnia 2011 po raz ostatni zrobiono Kim Dzong Ilowi zdjęcie.
19 grudnia 2011 poinformowano też, że Korea Północna przeprowadziła próbę z pociskiem rakietowym krótkiego zasięgu na swym wschodnim wybrzeżu. Niewymieniony z nazwiska przedstawiciel władz Korei Południowej stwierdził, że ta próba rakietowa raczej nie miała związku ze śmiercią Kima.
20 grudnia 2011 ciało Kim Dzong Ila zostało wystawione w pałacu Kŭmsusan w Pjongjangu, gdzie spoczywa także jego ojciec, zmarły w 1994 roku założyciel komunistycznej Korei Północnej Kim Ir Sen. Jako jeden z pierwszych hołd złożył mu jego syn Kim Dzong Un ogłoszony dzień wcześniej „Wielkim następcą” zmarłego ojca.
21 grudnia 2011 władze Korei Północnej poinformowały, że „do tej pory 5 milionów obywateli KRLD złożyło w Pjongjangu hołd zmarłemu przywódcy Kim Dzong Ilowi – w mauzoleum lub przed pomnikami i portretami zmarłego wodza”.
26 grudnia 2011 ogłoszono w Pjongjangu, że Kim Dzong Un został „Szefem Komitetu Centralnego Partii”, czyli faktycznym przywódcą państwa. Tego też dnia ponownie odwiedził mauzoleum i oddał hołd ciału ojca. W mauzoleum pojawiła się też delegacja z Korei Południowej z Lee Hui-ho, wdowa po byłym prezydencie Korei Południowej Kim Dae-jungu. Północnokoreańskie media podały też, że Kim Dzong Un „troszczy się o zdrowie pogrążonych w żałobie i rozpaczy obywateli KRLD (...) W tym celu m.in. żałobnikom stojącym przez wiele godzin na mrozie dostarczane jest gorące mleko”.

## Reakcje międzynarodowe
| Państwo                           | Reakcja |
| --------------------------------- | --- |
| Korea Południowa                  | Rząd Korei Południowej przekazał kondolencje obywatelom Korei Północnej. „Chcielibyśmy przesłać wyrazy współczucia ludowi Korei Północnej” – oświadczył Ju Wu Ik, południowokoreański minister ds. zjednoczenia. Jednakże siły zbrojne Korei Południowej postawiono w stan pogotowia, a prezydent Lee Myung-bak zwołał posiedzenie Krajowej Rady Bezpieczeństwa. Prezydent Li zaapelował ponadto do obywateli o spokój po informacjach o zgonie Kim Dzong Ila. Kondolencje skierowała również Ri Hui H, wdowa po byłym prezydencie Korei Południowej Kim Dae-jungu. „Kościół katolicki w Korei Południowej ma nadzieję, że śmierć dyktatora Korei Północnej, Kim Dzong Ila nie stworzy dodatkowych przeszkód w procesie pokojowym i nie pogrąży rządzonej przez komunistów północy kraju w jeszcze większym chaosie” – powiedział ks. Baptista John Kim Hun-il, sekretarz podkomisji episkopatu ds. pomocy dla Korei Północnej. Przewodniczący konferencji episkopatu bp Peter Kang U-il stwierdził, że „zmiana przywództwa na Północy może być inspiracją dla procesu pojednania i pokoju między obu zwaśnionymi krajami (...) sukcesor po zmarłym dyktatorze, Kim Dzong Un, jest osobą młodą i nieznaną na scenie politycznej. 30-latek nie cieszy się zaufaniem społecznym i brak mu doświadczenia w rządzeniu. Poza tym wydarzenia na scenie politycznej na Północy są zawsze dużą niespodzianką. Śmierć 69-letniego komunistycznego dyktatora napawa jednak optymizmem na fundamentalną przemianę w Korei Północnej”. |
| Uchodźcy z Korei Północnej        | Uciekinierzy z Korei Północnej, którzy znaleźli schronienie w Korei Południowej, i południowokoreańscy obrońcy praw człowieka zapowiedzieli, że chcą balonami posłać w kierunku Korei Płn. dziesiątki ulotek potępiających reżim Kim Dzong Ila. Jeden z przywódców ruchu Park Sang-hak oświadczył, że śmierć Kim Dzong Ila stanowi „powód do radości i źródło nadziei dla wszystkich Koreańczyków na Południu i Północy, którzy chcą wolności i przestrzegania praw człowieka”. Uciekinierzy z KRLD, którzy przebywają w Londynie, przyszli pod ambasadę swojej ojczyzny, aby świętować zgon znienawidzonego przez nich Kim Dzong Ila. Dezerter z północnokoreańskiej armii odwiedził ambasadę Korei Północnej w Londynie. Chciał w ten sposób wyrazić swoją radość ze śmierci Kim Dzong Ila. LFNKR (Life Founds for North Korean Refuges) - Organizacja północnokoreańskich uchodźców - zaapelowała do świata o nieokazywanie żałoby z powodu śmierci dyktatora odpowiedzialnego za śmierć głodową 3 milionów ludzi, więzienie wielu obywateli w obozach koncentracyjnych, stosowanie zbiorowej odpowiedzialności, i za porwania cudzoziemców (m.in. Japończyków). Przedstawiciele LFNKR w Tokio zapowiedzieli wiec ku czci niezliczonych ofiar reżimu. Według organizacji Open Doors uchodźcy z Korei Północnej mówią, że żałoba w tym kraju jest „udawana”, a ludzie „zmuszani do płaczu” – tak jak to miało miejsce po śmierci Kim Ir Sena w lipcu 1994. Zdecydowana większość uchodźców wyraża radość z powodu śmierci Kima oraz nadzieję, że mimo iż nowi przywódcy będą bronić swej władzy to „powstanie nowy nieskorumpowany przywódca. Bóg nie zapomniał modlitw chrześcijan w Korei Północnej i poza jej granicami mam nadzieję, że kiedyś Korea będzie zjednoczona”. |
| Armenia                           | Prezydent Serż Sarkisjan przesłał kondolencje Kim Ir Senowi, zmarłemu w 1994 prezydentowi Korei Północnej (ogłoszonemu w 1998 „Wiecznym Prezydentem” a więc nominalną głową państwa), z powodu śmierci Kim Dzong Ila. |
| Australia                         | Minister spraw zagranicznych Kevin Rudd powiedział: W takim momencie nie możemy wyrażać żadnych złych czy ... uczuć. Czas ten jawi się jako ważna okazja dla nowego kierownictwa Korei Północnej aby w pełni się zaangażowało we współpracę ze społecznością międzynarodową. Jak prowadzić gospodarkę w celu prawidłowego wyżywienia obywateli a zwłaszcza jak współdziałać w rozwiązaniu problemu Północnokoreańskiego programu nuklearnego. |
| Azerbejdżan                       | Prezydent Ilham Alijew przesłał kondolencje na ręce Kim Yŏng Nama, przewodniczącego prezydium Najwyższego Zgromadzenia Ludowego: Jestem głęboko zasmucony z powodu śmierci najważniejszego polityka, najwyższego lidera KRLD, przewodniczącego Narodowej Komisji Obrony Kim Dzong Ila. W imieniu własnym jak i narodu Azerbejdżanu wyrażam najgłębsze kondolencje Panu, rodzinie zmarłego i całemu narodowi z powodu tej ciężkiej straty. |
| Bahrajn                           | Król Hamad ibn Isa al-Chalifa w depeszy kondolencyjnej do Kim Dzong Una złożył wyrazy współczucia z powodu śmierci Kim Dzong Ila, oraz wyraził nadzieję, że syn zmarłego Przywódcy „przezwycięży smutek, pozostanie w dobrym zdrowiu a on i przyjacielski koreański naród będą cieszyć się szczęściem”. |
| Bangladesz                        | Prezydent Zillur Rahman w depeszy kondolencyjnej do władz Korei Północnej napisał: „Naród Korei Północnej stracił wielkiego lidera, a my straciliśmy wielkiego i drogiego przyjaciela”. Premier Sheikh Hasina Wajed: „Nasze serca są z członkami rodziny i obywatelami KRLD i modlimy się aby mogli unieść ten ciężar z odwagą i mocą”. |
| Białoruś                          | Prezydent Aleksander Łukaszenka w depeszy kondolencyjnej do Kim Dzong Una wyraził swoje serdeczne kondolencje i wyrazy wsparcia dla Narodowej Komisji Obrony i obywateli Korei Północnej z powodu śmierci Kim Dzong Ila. |
| Chorwacja                         | Prezydent Ivo Josipović przekazał w imieniu własnym i narodu Chorwacji kondolencje Kim Dzong Unowi oraz całemu narodowi KRLD. |
| ChRL                              | Rada państwa ChRL i Komitet Centralny Komunistycznej Partii Chin skierowały kondolencje do władz Korei Północnej wyrażając „najgłębszy żal” po śmierci Kim Dzong Ila, wspominają go jako „wielkiego lidera KRLD i Partii” oraz „bliskiego przyjaciela narodu chińskiego” kontynuującego „tradycyjną przyjaźń między KRLD a ChRL kultywowana przez rewolucjonistów starszej generacji obydwu krajów”. Depeszę kondolencyjną kończy zapewnienie: „Naród chiński zawsze będzie stał po stronie narodu koreańskiego. Kim Dzong Il jest nieśmiertelny”. „Wiadomość o śmierci najwyższego lidera Korei Północnej była dla nas szokiem. Chcieliśmy wyrazić wyrazy współczucia i przekazać kondolencje ludowi Korei Płn. Towarzysz Kim Dzong Il był wielkim liderem Korei Płn. i drogim przyjacielem ludu Chin, który uczynił wiele dla rozwoju północnokoreańskiego socjalizmu i przyjaznej sąsiedzkiej współpracy między Chinami i Koreą Płn. (...) Chiny wierzą, iż Koreańczycy przekują smutek w siłę, zjednoczą się i nadal będą budować socjalizm” - ogłosiło chińskie MSZ. |
| Republika Chińska                 | Prezydent Ma Ying-jeou powiedział, że „Tajwan jest położony nie dalej od Korei Północnej niż Korea Południowa czy Japonia, przywiązujemy wielką wagę do możliwych skutków śmierci Kim Dzong Ila i będziemy odpowiednio postępować w bieżących sprawach”. |
| Erytrea                           | Prezydent Isajas Afewerki przesłał kondolencje na ręce Kim Dzong Una dla rządu i narodu KRLD. |
| Etiopia                           | Prezydent Girma Woldegiorgis w depeszy kondolencyjnej do Kim Dzong Una wyraził „najgłębszy smutek” z powodu śmierci Kim Dzong Ila oraz wyrazy serdecznej sympatii i współczucia obywatelom i rządowi KRLD. |
| Filipiny                          | Ministerstwo spraw zagranicznych wydało oświadczenie: „Rząd i obywatele Filipin przesyłają kondolencje Rządowi i obywatelom KRLD z powodu śmierci prezydenta Kim Dzong Ila. Rząd Filipin ceni sobie relacje z KRLD i będzie kontynuował współpracę z nimi w celu intensyfikacji pokoju i stabilizacji w regionie Azji i Pacyfiku łącznie z Półwyspem Koreańskim by zapewnić powodzenie ekonomiczne w regionie”. |
| Francja                           | Minister spraw zagranicznych Alain Juppe wyraził nadzieję, że „pewnego dnia naród Korei Północnej będzie mógł odzyskać swoją wolność”, dodał też, że smutku po śmierci Kim Dzong Ila „nie podziela”. – „Śmierć człowieka nigdy nie sprawia radości, ale cierpienie narodu mnie zasmuca; to jest ważne”. |
| Ghana                             | Prezydent John Atta-Mills przesłał kondolencje Kim Dzong Unowi. W imieniu władz, narodu Ghany i swoim własnym wyraził serdeczne kondolencje wyrazy dla Kim Dzong Una i obywateli KRLD. Życzył też powodzenia w budowie socjalizmu pod przywództwem Kim Dzong Una i PPK. |
| Gwinea                            | Prezydent Alpha Condé w depeszy kondolencyjnej wyraził w imieniu władz państwa i ludu Gwinei żal z powodu „smutnej wiadomości o śmierci JE Kim Dzong Ila” i złożył kondolencje „Dzielnemu narodowi Koreańskiemu”. |
| Gwinea Równikowa                  | Prezydent Teodoro Obiang Nguema Mbasogo, który był przewodniczącym Unii Afrykańskiej w depeszy do Kim Dzong Una wyraził razem z całym narodem Gwinei Równikowej najgłębsze kondolencje w związku ze śmiercią przywódcy Kim Dzong Ila. |
| Hiszpania                         | Król Jan Karol I przekazał Kim Dzong Unowi kondolencje w imieniu własnym, rządu i narodu Hiszpanii. |
| Indie                             | „Indie wciąż utrzymują ambasadę w Pjongjangu, lecz nie są to serdeczne stosunki” - powiedział Brahma Chellaney, ekspert ds. polityki zagranicznej Indii. Indie mają nadzieję, że śmierć Kim Dzong Ila otworzy nową erę w stosunkach obydwu krajów które są drażliwe z powodu eksportu broni północnokoreańskiej do Pakistanu. |
| Indonezja                         | Ministerstwo spraw zagranicznych przesłało kondolencje w imieniu rządu i narodu Indonezji: „Rząd indonezyjski i naród modlą się w intencji rodziny, rządu i wszystkich Koreańczyków z Północy o siłę i wytrwałość w tych ciężkich dniach”. Megawati Sukarnoputri, była prezydent Indonezji napisała m.in. „Dla mnie Jego Ekscelencja Kim Dzong Il był osobowością przywódcy który miał mocny charakter w swych politycznych przekonaniach i niestrudzenie walczył o utrzymanie suwerenności swojego kraju”. |
| Iran                              | Przewodniczący irańskiego parlamentu Ali Larijani przekazał kondolencje parlamentowi Korei Północnej. „W imieniu własnym i moich kolegów parlamentarzystów (...) pragnę wyrazić moją sympatię waszemu rządowi i narodowi, oraz przekazać kondolencje Wam i jego rodzinie”. |
| Izrael                            | „Śmierć północnokoreańskiego lidera Kim Dzong Ila nie zmienia faktu że Korea Północna nadal pozostaje państwem odległym i niebezpiecznym dla Izraela” – powiedział Yigal Palmor, rzecznik izraelskiego MSZ. |
| Japonia                           | Japoński rząd wystosował kondolencje po śmierci Kim Dzong Ila. Rzecznik rządu Osamu Fujimura oświadczył, że „japoński rząd ma nadzieję, iż niespodziewane wydarzenia nie wywrą żadnego negatywnego wpływu na pokój i stabilność na Półwyspie Koreańskim”. Japonia nie utrzymuje stosunków dyplomatycznych z Koreą Północną. |
| Jordania                          | Król Abdullah II przekazał Kim Dzong Unowi kondolencje: „Z wielkim smutkiem dowiedziałem się o śmierci JE Przewodniczącego Kim Dzong Ila. W imieniu narodu i władz Haszymidzkiego Królestwa Jordanii i moim własnym wyrażam najszczersze kondolencje Waszej Ekscelencji i mam nadzieje iż Wasza Ekscelencja przezwycięży żal”. |
| Kambodża                          | „Kambodża wyraża głębokie współczucie po śmierci Kim Dzong Ila, najwyższego lidera KRLD. Jest to wielka strata dla narodu Korei Północnej. Mamy nadzieję, że plan zjednoczeniowy między KRLD a Koreą Południową nadal będzie się rozwijał pokojowo zgodnie z interesem pokoju na Półwyspie Koreańskim, w regionie i na świecie” – powiedział Khieu Kanharith, rzecznik rządu Kambodży. Kondolencje przekazali także na ręce Kim Dzong Una król Kambodży Norodom Sihamoni: „Dzielę z wami i ze śmiałym i braterskim narodem koreańskim żal i nieopisany smutek z powodu wielkiej straty jaką poniósł wasz Naród”; oraz były król Norodom Sihanouk i królowa Norodom Monineath Sihanouk. |
| Kanada                            | Premier Stephen Harper powiedział m.in. „W tej krytycznej chwili wzywamy Koreę Północną by zamknęła ten smutny rozdział swojej historii poprzez rozwijanie dobrobytu swoich obywateli i stabilizacji na Półwyspie Koreańskim”. |
| Katar                             | Emir Hamad ibn Chalifa Al Sani i następca tronu Tamim ibn Hamad Al Sani przesłali kondolencje na ręce Kim Dzong Una. |
| Kazachstan                        | Prezydent Nursułtan Nazarbajew w depeszy kondolencyjnej napisał: „Kim Dzong Il, szanowny polityk i znamienna osobistość, położył wielkie zasługi w ustanowieniu i umocnieniu przyjacielskich relacji między naszymi dwoma państwami. W imieniu narodu Kazachstanu i moim własnym, pragnę przekazać nasze serdeczne kondolencje i szczere wyrazy sympatii wszystkim obywatelom Korei”. |
| Kongo                             | Prezydent Denis Sassou-Nguesso w depeszy kondolencyjnej napisał, że „z największym szokiem przyjął wiadomość o śmierci Kim Dzong Ila” oraz złożył wyrazy współczucia i sympatii Kim Dzong Unowi i narodowi Korei Północnej. |
| Kuba                              | Rada Państwa Republiki Kuby ogłosiła oficjalną żałobę z powodu śmierci towarzysza Kim Dzong Ila, przewodniczącego Narodowej Komisji Obrony i Sekretarza generalnego Partii Pracy Korei w dniu 20, 21 i 22 grudnia 2011, flagi miały zostać opuszczone do połowy masztu – głosiło oświadczenie w telewizji. Prezydent Raúl Castro odwiedził ambasadę KRLD w Hawanie i wpisał się do księgi kondolencyjnej: „Składam najgłębsze kondolencje z powodu śmierci towarzysza Kim Dzong Ila (...) w imieniu Komunistycznej Partii Kuby, oraz rządu i narodu Kuby. Jego odejście jest niepowetowaną stratą dla narodu koreańskiego i sprawy socjalizmu”. |
| Kuwejt                            | Emir Sabah Al-Ahmad Al-Jaber Al-Sabah przesłał „serdeczne kondolencje” Kim Dzong Unowi dla niego i dla całego „zaprzyjaźnionego narodu koreańskiego”. |
| Laos                              | Choummaly Sayasone, prezydent Laosu i Sekretarz Generalny Komitet Centralny Laotańskiej Partii Rewolucyjnej przesłał kondolencje Partii Pracy Korei podkreślając „zasługi Kim Dzong Ila w relacjach, przyjaźni i współpracy między dwiema partiami, rządami i narodami Laosu i KRLD”, „straciliśmy nie tylko przywódcę KRLD, lecz także bliskiego przyjaciela partii, rządu i narodu Laosu”. |
| Mjanma                            | Rząd oświadczył, że: „Mjanma przekazuje kondolencje w związku ze śmiercią przywódcy Korei Północnej Kim Dzong Ila. Nie wiemy wiele o jego następcy, jego synu. Lecz myślimy że dojdzie do zmian zwłaszcza w polityce gospodarczej. Nieporozumienia w stosunkach międzynarodowych między Mjanmą a Koreą Północną zostały ostatnio usunięte”. Kondolencje przesłał też prezydent Mjanmy Thein Sein w imieniu rządu narodu swego kraju. |
| Mongolia                          | Prezydent Cachiagijn Elbegdordż i premier Süchbaataryn Batbold wysłali wspólny list kondolencyjny do Kim Dzong Una z powodu śmierci ojca. |
| Mozambik                          | Sekretarz generalny partii FRELIMO party Filipe Chimoio Paúnde określił śmierć Kim Dzong Ila jako „smutne wydarzenie dla obywateli KRLD”. „W związku z relacjami jakie istnieją między dwoma państwami także odczuwamy stratę”. Korea Północna dała wsparcie Mozambikowi w trakcie wojny o niepodległość kiedy Mozambik walczył przeciwko Portugalii. |
| Namibia                           | Prezydent Hifikepunye Pohamba wysłał kondolencje i wyrazy sympatii dla Kim Dzong Una, władz i obywateli KRLD. Prezydent napisał m.in. że Kim Dzong Il będzie pamiętany w Afryce, jako ten który był zaangażowany w walkę o wolność uciemiężonych ludów. „Niech jego dusza spoczywa w pokoju wiecznym”. |
| Nepal                             | Prezydent Ram Baran Yadav i premier Baburam Bhattarai wysłali kondolencje Kim Dzong Unowi z powodu śmierci ojca. Prezydent napisał, że śmierć Kim Dzong Ila stanowi niepowetowaną stratę dla narodu i rządu KRLD a Nepal również stracił przyjaciela, zaś premier również napisał o stracie „wielkiego przyjaciela”. |
| Nigeria                           | Prezydent Goodluck Jonathan przekazał Kim Dzong Unowi kondolencje nazywając go „Wielkim Następcą” zmarłego ojca. „Pański znakomity poprzednik odniósł sukcesy w budowie specjalnych relacji między KRLD a Nigerią” - dodał prezydent. |
| Nikaragua                         | Rząd przekazał kondolencje władzom Korei Północnej. „Mamy nadzieję na kontynuację procesu jaki przeszedł naród północnokoreański” – powiedziała Rosario Murillo, żona prezydenta Daniela Ortegi. |
| Niemcy                            | Rzecznik niemieckiego MSZ Dirk Augustin stwierdził, że w Korei Północnej może dojść do zmian. – „Mamy wobec Korei Północnej jednoznaczne żądania” – dodał, wymieniając poniechanie przez Pjongjang programu nuklearnego, poprawę katastrofalnej sytuacji ludności oraz przeprowadzenie reform gospodarczych i politycznych. |
| Pakistan                          | Premier Yousaf Raza Gilani przesłał kondolencje na ręce Kim Dzong Una dla narodu i rządu KRLD. „Trudno mi zwalczyć smutek z powodu smutnej wiadomości o odejściu Kim Dzong Ila” – napisał. |
| Polska                            | „Polski rząd z uwagą śledzi sytuację w Północnej Korei i we wschodniej Azji po śmierci północnokoreańskiego przywódcy, Kim Dzong Ila. Półwysep Koreański należy do miejsc najbardziej newralgicznych dla pokoju w skali globalnej – oczekujemy, że nie dojdzie tam do zachwiania stabilności i zagrożenia dla bezpieczeństwa regionalnego. Polska jako aktywny członek Komisji Nadzorczej Państw Neutralnych, funkcjonującej na Półwyspie, ma nadzieję, że nowe władze KRLD z otwartością powrócą do negocjacji sześciostronnych oraz rzeczywistej denuklearyzacji Półwyspu. Wyrażamy nadzieję, że po śmierci przywódcy północnokoreańskiego władze koreańskie postępować będą odpowiedzialnie i zgodnie z oczekiwaniami społeczności międzynarodowej oraz narodu koreańskiego. Sposób, w jaki władze i obywatele KRLD zdecydują o wyborze następcy, będzie miał znaczenie dla przyszłości północnych Koreańczyków i bezpieczeństwa na Półwyspie. Każdy naród ma prawo do życia w pokoju, wolności i demokracji” – głosiło oświadczenie Ministerstwa Spraw Zagranicznych. MSZ zapowiedziało też, że Polska przekaże władzom Korei Północnej notę kondolencyjną po śmierci Kim Dzong Ila. Prezydent Bronisław Komorowski przebywający w Chinach powiedział: „Jesteśmy tu obserwatorami, ale także zaangażowanym krajem w działania zmierzające do rozwiązania problemów tego regionu. (...) Korea Północna jest dosyć powszechnie postrzegana przez społeczność międzynarodową jako kraj, który być może posiada zdolności nuklearne. To co się dzieje w Korei Północnej musi wywoływać nie tylko zainteresowanie, ale i ogromną ostrożność”. Sytuacja w Korei Północnej była jednym z tematów rozmowy prezydenta Komorowskiego z przewodniczącym ChRL Hu Jintao. Były prezydent Lech Wałęsa powiedział m.in. „Jestem gotów, by pomóc Korei Północnej. Nobla dostałem po to, by wszędzie tam gdzie pokój jest zagrożony i łamane są prawa człowieka służyć swoją pomocą”. Odpowiedzialny za sprawy polskiej ambasady w Pjongjangu – w imieniu dyplomatów z państw UE – wpisał się do księgi kondolencyjnej w mauzoleum w którym złożono ciało Kim Dzong Ila: „Ambasady UE wyrażają swoje współczucie społeczeństwu KRLD w tym trudnym czasie”. |
| Rosja                             | Prezydent Dmitrij Miedwiediew przekazał kondolencje Kim Dzong Unowi z powodu śmierci jego ojca, przywódcy Korei Północnej. W depeszy napisał m.in.: „W Rosji Jego Ekscelencja Kim Dzong Il jest dobrze znany jako przywódca zaprzyjaźnionego państwa który zrobił wiele dla umocnienia i rozwoju tradycyjnych dobrosąsiedzkich stosunków rosyjsko-północnokoreańskich” oraz wyraził nadzieję ze współpraca między dwoma państwami będzie kontynuowana także przez nowe kierownictwo KRLD. Minister spraw zagranicznych Siergiej Ławrow wyraził przekonanie, że śmierć Kim Dzong Ila, która – jak zaznaczył – „jest wielką stratą dla narodu północnokoreańskiego, nie odbije się na rozwoju przyjaznych stosunków między Koreą Północną a Rosją”. Wiktor Iszajew - pełnomocnik prezydenta w graniczącym z Północną Koreą dalekowschodnim okręgu federalnym nazwał Kim Dzong Ila „niezwykłym, wysoko intelektualnym człowiekiem, który służył swemu narodowi”. |
| Republika Południowej Afryki      | Prezydent Jacob Zuma wystosował „serdeczne kondolencje” do Kim Dzong Una i wyrazy sympatii dla KRLD. |
| Stany Zjednoczone                 | Rzecznik Białego Domu Jay Carney: „Uważnie monitorujemy doniesienia o tym, że Kim Dzong Il nie żyje. Prezydent został o tym zawiadomiony. Jesteśmy w bliskim kontakcie z naszymi sojusznikami: Koreą Południową i Japonią. Pozostajemy oddani sprawie stabilizacji na Półwyspie Koreańskim oraz wolności i bezpieczeństwa naszych sojuszników”. Rząd Stanów Zjednoczonych odrzucił możliwość przekazania oficjalnych kondolencji po śmierci północnokoreańskiego dyktatora Kim Dzong Ila. – „W tym przypadku byłoby to niestosowne” – powiedziała rzeczniczka Departamentu Stanu, Victoria Nuland. Indywidualne kondolencje oraz życzenia powodzenia przekazał natomiast Kim Dzong Unowi były prezydent Jimmy Carter. |
| Syria                             | Abdul Aziz Osman, Generalny Sekretarz partii Al Ahd al Watani i członek kierownictwa prorządowego Narodowego Frontu Postępu Syrii: „Dzielimy z Wami smutek z powodu straty światowego lidera który walczył o godność kraju i wolność ludzkości (...) wyrażamy uznanie dla działań które podejmował dla walki przeciwko arogancji i hegemonii imperialistów oraz dla utrzymania najlepszych stosunków z Syrią”. Prezydent Syrii Baszar al-Assad przekazał wieniec, który w pałacu Kŭmsusan przy trumnie z ciałem Kim Dzong Ila złożył chargé d’affaires ambasady Syrii, Haissam Saad. |
| Szwecja                           | Minister spraw zagranicznych Carl Bildt napisał na Twitterze: „Śmierć dyktatora zawsze oznacza czas niepewności dla dyktatury. A Korea Północna jest najcięższą dyktaturą naszych czasów”. |
| Tajlandia                         | Po śmierci Kim Dzong Ila rząd Tajlandii zdecydował o opuszczeniu flag państwowych do połowy masztu na budynkach rządowych i misjach dyplomatycznych za granicą od 21 do 23 grudnia 2011. |
| Tanzania                          | Prezydent Jakaya Kikwete przesłał kondolencje Kim Dzong Unowi. „Kim Dzong Il będzie wspominany w Afryce jako lider, który okazywał zainteresowanie Afryką i będzie żył w pamięci jako wielki przyjaciel Tanzanii”. |
| Wenezuela                         | Prezydent Hugo Chávez przekazał „najszczersze wyrazy współczucia” ludowi Korei Północnej. |
| Stolica Apostolska/ Watykan       | Nuncjusz apostolski w Ugandzie abp Paul Tschang In-Nam złożył wpis w księdze kondolencyjnej w ambasadzie KRLD w stolicy Ugandy Kampali. |
| Wielka Brytania                   | Minister spraw zagranicznych, William Hague powiedział, że „może to być moment zwrotny dla Korei Północnej i dodał, że ma nadzieję, iż nowe kierownictwo uzna potrzebę wznowienia 6-stronnych rokowań nuklearnych”. |
| Węgry                             | Minister spraw zagranicznych János Martonyi powiedział, że: „Mamy nadzieję, że KRLD będzie kontynuowała działania na rzecz postępu społecznego i dobrobytu po jego śmierci. Podobnie mamy też nadzieję, że Korea Północna jako odpowiedzialne państwo zrobi wszystko dla zachowania bezpieczeństwa i pokoju oraz stabilizacji na Półwyspie Koreańskim”. |
| Wietnam                           | Wietnam przesłał „najgłębsze kondolencje” Korei Północnej z powodu śmierci towarzysza Kim Dzong Ila. Komunistyczna Partia Wietnamu przesłała kondolencje Partii Pracy Korei. |
| Zimbabwe                          | Prezydent Robert Mugabe wyraził żal po śmierci Kim Dzong Ila którego był sprzymierzeńcem. Jednakże reakcje były zróżnicowane – w południowym Zimbabwe wręcz wyrażano radość z tego faktu, pamiętając że armia północnokoreańska trenowała oddziały armii Zimbabwe które potem pacyfikowały ten teren w 1983 roku (ok. 20 000 ofiar) korzystając ze wsparcia północnokoreańskich doradców. |
| Unia Europejska                   | Przewodniczący Parlamentu Europejskiego Jerzy Buzek oświadczył: „Pod rządami Kim Dzong Ila Koreańczycy cierpieli niewysłowioną nędzę (...), byli terroryzowani. Mam nadzieję, że reżim zrozumie znaki czasu (...), potrzebny jest nowy początek” Przewodniczący PE zaapelował też do władz Północy, by nie ograniczały „dostępu do informacji, prawa do zrzeszania się”, a także, by szanowano „wolność wyznania i sumienia” i zażądał m.in. by reżim zezwolił niezależnym ekspertom na inspekcję więzień i aresztów oraz zapewnił pracownikom międzynarodowych organizacji swobodę w nadzorowaniu dystrybucji pomocy, aby trafiała do potrzebujących. „Nalegam na władze Korei Północnej, by w sposób konstruktywny zaangażowały się w dialog z Unią Europejską na temat praw człowieka. Korea Północna może i musi zmienić swe nastawienie do praw człowieka i elementarnych swobód. PE ma nadzieję, iż społeczeństwo (w tym kraju) już wkrótce będzie mogło cieszyć się tymi podstawowymi prawami i wartościami” – podsumował. Catherine Ashton, Wysoki przedstawiciel Unii do spraw zagranicznych i polityki bezpieczeństwa powiedziała, że UE monitoruje sytuację i jest w kontakcie ze strategicznymi partnerami. Charge d'affaires polskiej ambasady w Pjongjangu – w imieniu dyplomatów z państw UE – wpisał się do księgi kondolencyjnej w mauzoleum w którym złożono ciało Kim Dzong Ila: „Ambasady UE wyrażają swoje współczucie społeczeństwu KRLD w tym trudnym czasie”. |
| Organizacja Narodów Zjednoczonych | Rzecznik Sekretarza Generalnego ONZ Ban Ki-moona powiedział: „Sekretarz Generalny wyraża uczucia sympatii obywatelom KRLD w czasie żałoby narodowej i potwierdza swoje zaangażowanie w pokój i bezpieczeństwo na Półwyspie Koreańskim. ONZ będzie nadal pomagać ludowi KRLD”. Na wniosek KRLD Zgromadzenie Ogólne Narodów Zjednoczonych uczciło 22 grudnia 2011 chwilą ciszy zmarłego przywódcę Korei Północnej Kim Dzong Ila. Akt ten zbojkotowały m.in. Stany Zjednoczone, Unia Europejska i Japonia. – „Moim smutnym obowiązkiem jest oddanie hołdu Kim Dzong Ilowi, sekretarzowi generalnemu Partii Pracy Korei, przewodniczącemu Narodowej Komisji Obrony Koreańskiej Republiki Ludowo-Demokratycznej i głównodowodzącemu Koreańskiej Armii Ludowej, który zmarł w sobotę 17 grudnia 2011” – powiedział przewodniczący Zgromadzenia Ogólnego Nassir Abdulaziz al-Nasser. Po 25 sekundach ciszy Nasser rozpoczął obrady. Z powodu bojkotu ze strony państw zachodnich sala była w połowie pusta. „Nie sądziliśmy, żeby było to stosowne” – powiedział dyplomata który zastrzegł sobie anonimowość. Korea Północna zwróciła się z podobnym wnioskiem do Rady Bezpieczeństwa ONZ, ale – jak informują zachodni dyplomaci – został on odrzucony. |

## Uroczystości pogrzebowe

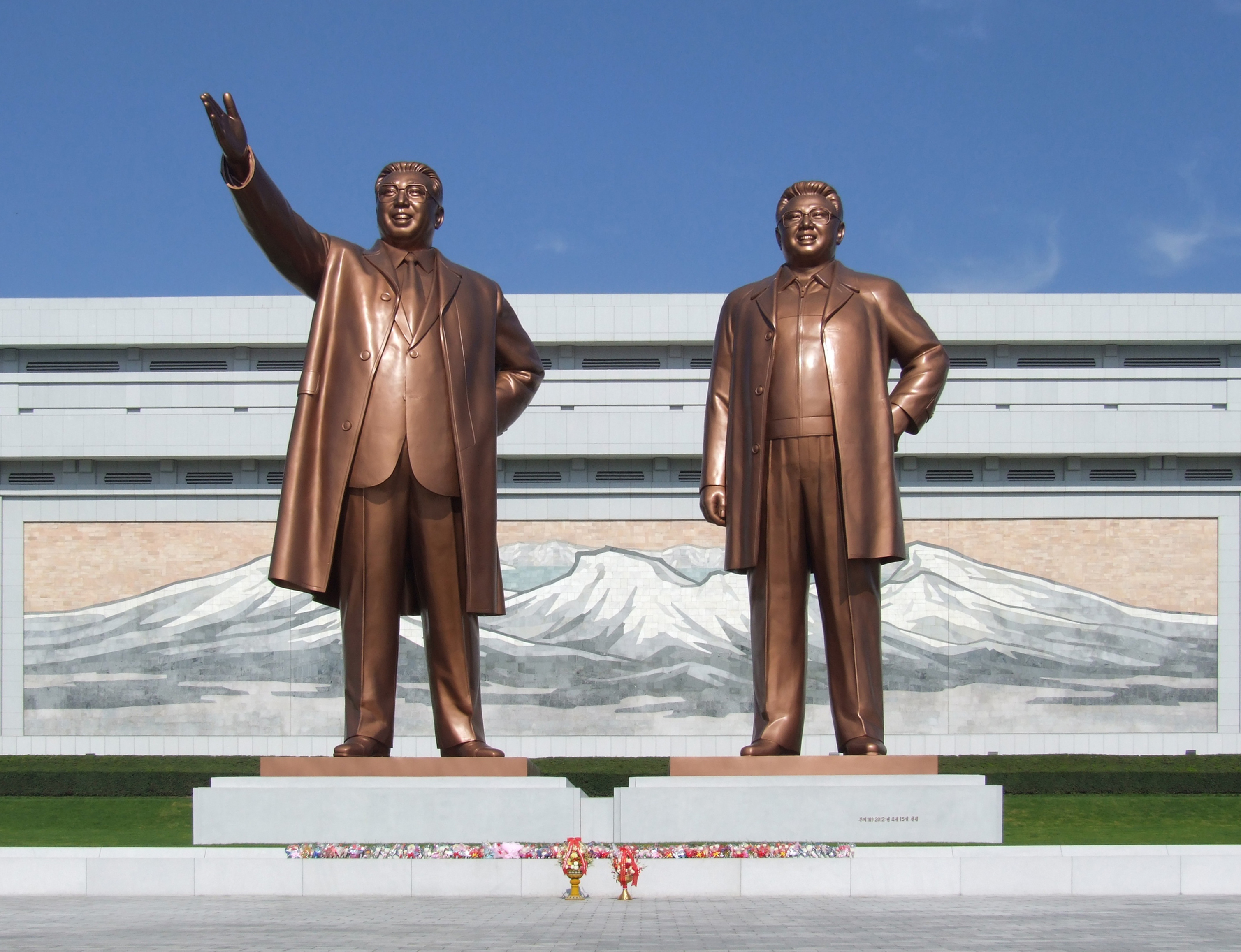
Pomnik Kim Ir Sena (z lewej) na wzgórzu Mansudae w Pjongjangu, w 2012 odrestaurowany i uzupełniony o pomnik Kim Dzong Ila (z prawej)

Pogrzeb Kim Dzong Ila odbył się w Pjongjangu zgodnie z planem 28 grudnia 2011. Kondukt pogrzebowy otwierała czarna limuzyna z ogromnym portretem Kima, która przejeżdżała przez zaśnieżone ulice miasta między szeregami żołnierzy w zielonych mundurach. Za tym autem jechało następne – z wielkim bukietem białych kwiatów – oraz trzeci pojazd z przykrytą czerwoną draperią trumną z ciałem „Umiłowanego Przywódcy”,  obok którego szli: syn zmarłego przywódcy – Kim Dzong Un, jego wuj Jang Sŏng T’aek, oraz szef sztabu sił zbrojnych Ri Yŏng Ho, a także inni dygnitarze partyjni i wojskowi.  Pochód otaczały setki żołnierzy. Przejazd konduktu odbywał się przy akompaniamencie muzyki żałobnej. Na ulicach zgromadziły się dziesiątki tysięcy zrozpaczonych obywateli, którzy w gęsto padającym śniegu opłakiwali zmarłego Kim Dzong Ila. Pogrzeb trwał około trzech godzin, po czym kawalkada pojazdów z trumną powróciła do mauzoleum Kŭmsusan.
29 grudnia 2011 na placu im. Kim Ir Sena w Pjongjangu odbyła się dalsza część uroczystości żałobnych pod przewodnictwem Kim Dzong Una, który pojawił się na trybunie honorowej. Pamięć Kim Dzong Ila została uczczona minutą ciszy. Kim Yŏng Nam, przewodniczący północnokoreańskiego parlamentu ogłosił Kim Dzong Una „Najwyższym przywódcą partii, armii i narodu”.

### Upamiętnienie
Prezydium Najwyższego Zgromadzenia Ludowego KRLD ogłosiło dekret o amnestii skazańców „dla uczczenia przypadającej w tym roku 100. rocznicy urodzin Kim Ir Sena i 70. urodzin Kim Dzong Ila”. Prawdopodobnie inicjatorem amnestii był Jang Sŏng T’aek. Po egzekucji Janga w grudniu 2013 amnestię wycofano.
Biuro polityczne Partii Pracy Korei 12 stycznia 2012 podjęło decyzję o złożeniu ciała Kim Dzong Ila w mauzoleum Kŭmsusan w Pjongjangu (obok ojca – Kim Ir Sena, zbudowaniu pomnika Kim Dzong Ila oraz ustawieniu portretów i „wież nieśmiertelności” w całym kraju; oraz o ustanowieniu oficjalnej rocznicy jego urodzin – 16 lutego – „Dniem Błyszczącej Gwiazdy”. 15 lutego 2012 w Pjongjangu został odsłonięty pomnik przedstawiający Kim Ir Sena i Kim Dzong Ila siedzących na koniach, zaś Kim Dzong Il otrzymał pośmiertnie tytuł „generalissimusa”.